# Pedro Gonzalez Gonzalez
Pedro Gonzalez Gonzalez (* 24. Mai 1925 in Aguilares, Texas als Ramiro Gonzalez-Gonzalez; † 6. Februar 2006 in Culver City, Los Angeles, Kalifornien) war ein US-amerikanischer Schauspieler mit mexikanischen Wurzeln.
Pedro Gonzalez Gonzalez stand bereits ab sieben Jahren regelmäßig auf der Bühne. Daher erreichte nur ein niederes Schullevel und war de facto Analphabet. Der Sohn mexikanischer Eltern kam 1953 über den Umweg You Bet Your Life zum Film. Eigentlich trat er bei dieser von Groucho Marx moderierten Show nur als Kandidat auf, doch seine humorvolle Art brachte ihm Aufmerksamkeit und erste Rollen in Filmen ein. Mit der Zeit entwickelte sich Gonzalez Gonzalez zu einem Nebendarsteller, der oftmals kleinere Rollen wie mexikanische Barbiere, Barkeeper, Gastwirte oder andere Dienstleister darstellte. Besonders häufig spielte er in Western, beispielsweise viele Male an der Seite von John Wayne. Seinen vielleicht bekanntesten Auftritt hatte Gonzalez als Hotelbesitzer Carlos Robante in Howard Hawks’ Filmklassiker Rio Bravo (1959). Zuletzt stand er 1998 in der Komödie Ein Anzug für jede Gelegenheit mit Joe Mantegna vor der Kamera.
Gonzalez Gonzalez wurde in späteren Jahren vorgeworfen, vor allem mexikanische Stereotypen als Comic Relief gespielt zu haben. Er wurde beispielsweise von einem Kritiker als „Onkel Tom der Latino-Schauspieler“ kritisiert. Sein ebenfalls als Schauspieler erfolgreicher Enkel Clifton Collins junior verteidigte ihn: „Er wollte nur immer arbeiten. Er spielte die Rollen, die verfügbar waren, und das machte er gut.“
Mehrere Male trat er an der Seite seines Bruders Jose Gonzalez Gonzalez (1922–2000) auf, der ebenfalls als Schauspieler arbeitete. Mit seiner Ehefrau Leandra war er 62 Jahre bis zu seinem Tod verheiratet. Im November 2008 wurde Gonzalez posthum mit einem Stern auf dem Hollywood Walk of Fame geehrt.

## Filmografie (Auswahl)
- 1953: Der letzte Rebell (Wings of the Hawk)
- 1954: Es wird immer wieder Tag (The High and the Mighty)
- 1955: Aus dem Leben einer Ärztin (Strange Lady in Town)
- 1955: Gegen alle Gewalten (I Died a Thousand Times)
- 1956: Gefangene des Stroms (The Bottom of the Bottle)
- 1958: In Colorado ist der Teufel los (The Sheepman)
- 1959: Rio Bravo
- 1959: Land ohne Gesetz (The Young Land)
- 1959–1960: Der Texaner (The Texan; Fernsehserie, 5 Folgen)
- 1963: Rauchende Colts (Gunsmoke, Fernsehserie, 1 Folge)
- 1964: Perry Mason (Fernsehserie, 1 Folge)
- 1967: Bullwhip Griffin oder Goldrausch in Kalifornien (The Adventures of Bullwhip Griffin)
- 1967: Texas-Desperados (Hostile Guns)
- 1967/1969: Bezaubernde Jeannie (I Dream of Jeannie, Fernsehserie, 2 Folgen)
- 1968: Tarzan (Fernsehserie, 1 Folge)
- 1968: Ein toller Käfer (The Love Bug)
- 1969: Sexualprotz wider Willen (The Love God?)
- 1970: Chisum
- 1971: Latigo (Support Your Local Gunfighter)
- 1971: Zachariah
- 1971: Adam-12 (Fernsehserie, 1 Folge)
- 1971: Bill Cosby (The Bill Cosby Show, Fernsehserie, 1 Folge)
- 1976: Won Ton Ton – der Hund, der Hollywood rettete (Won Ton Ton: The Dog Who Saved Hollywood)
- 1979: Dreamer
- 1980: Daddy dreht durch (There Goes the Bride)
- 1981: Ein Colt für alle Fälle (The Fall Guy, Fernsehserie, 1 Folge)
- 1984: Geier, Geld und goldene Eier (Lust in the Dust)
- 1987: Bates Motel (Fernsehfilm)
- 1990: Der Hollywood Clou (Down the Drain)
- 1992: Der Tod lauert in Kairo (Ruby Cairo)
- 1995: Die Verblendeten (Dazzle; Fernsehfilm)
- 1998: Ein Anzug für jede Gelegenheit (The Wonderful Ice Cream Suit)